# Stazione di Savignano sul Rubicone
La stazione di Savignano sul Rubicone è una fermata ferroviaria posta sulla linea Bologna-Ancona, a servizio dell'omonimo comune.

## Strutture e impianti
La stazione è dotata di un edificio passeggeri a due piani, di cui solo il piano terra è aperto. È presente una biglietteria automatica, una sala d'attesa e un sottopassaggio con scivolo per disabili.
Il piazzale è composto da due binari e da due banchine, di cui solo la prima dotata di tettoia in acciaio.
Era presente precedentemente un terzo binario, ora smantellato.

## Movimento
La stazione è servita da treni regionali svolti da Trenitalia Tper nell'ambito del contratto di servizio stipulato con la Regione Emilia-Romagna.
Al 2007, l'impianto risultava frequentato da un traffico giornaliero medio di circa 440 persone.
A novembre 2019, la stazione risultava frequentata da un traffico giornaliero medio di circa 1448 persone (688 saliti + 760 discesi).

## Servizi
La stazione è classificata da RFI nella categoria silver.